# Pipunculopsis stackelbergi
Pipunculopsis stackelbergi är en tvåvingeart som beskrevs av Zaitzev 2000. Pipunculopsis stackelbergi ingår i släktet Pipunculopsis och familjen svävflugor. Inga underarter finns listade i Catalogue of Life.